# Linyphantes delmarus
Linyphantes delmarus là một loài nhện trong họ Linyphiidae.
Loài này thuộc chi Linyphantes. Linyphantes delmarus được Ralph Vary Chamberlin & Wilton Ivie miêu tả năm 1942.